# Огненные братья
«Огненные братья» (англ. Flaming Brothers / кит. 江湖龍虎門) — фильм 1987 года гонконгского режиссёра Джо Чжана. Автором сценария выступил Вонг Карвай. Действие фильма происходит в Гонконге и на Тайване. Премьера состоялась 30 июля 1987 года в Гонконге.

## Сюжет
Тими и Алан — два брата, владеющие небольшим ресторанчиком в Макао. Босс местной мафии хочет использовать их ресторан для своих грязных целей. Отказавшись подчиниться, братья вынуждены вступить в кровопролитную схватку с мафией, выжить в которой не суждено никому.

## В ролях
| Актёр                                | Роль               |
| ------------------------------------ | ------------------ |
| Чоу Юн-Фат                           | Чханг Хотинь       |
| Алан Дэн Гуанжун (Данг Гвонгвинг)    | Алан Чхань Ваилунь |
| Пэт Ха (Ха Маньцзик)                 | Хо Кхаси           |
| Филип Чэнь Синьцзянь (Чхань Яньгинь) | Чхань              |
| Норман Сюй Шаоцян                    | Чхёй Сиукхёнг      |
| У Каннин (Нг Хонглинг)               | человек Сюя        |
| Се Сянь (Цзэ Йинь)                   | Кхао               |
| Стэнли Тонг                          |                    |

## Съёмочная группа
- Джо Чжан Тунцзу (Цзёнг Тхунгцзоу) — режиссёр
- Вонг Карвай — сценарист, исполнительный продюсер
- Джеффри Лау — исполнительный продюсер, сценарист
- Алан Тан — продюсер
- Джингл Ма — оператор
- Линь Миньи (Лам Маньйи) — композитор
- Стивен Чэн Цзиньжун (Синг Гамвинг) — композитор
- Пань Сюн (Пунь Хунг) — монтажёр
- Уильям Чжан Шупин (Цзёнг Сукпхинг) — художник
- Кэтрин Лю Цзявэй (Лау Гаваи) — руководитель производства
- Ли Аньэр (Лаи Оньйи) — дизайнер
- Ровер Дэн Гуанчжоу (Данг Гвонгцзау) — презентер

## Критика
- «Не приводящий в восторг гангстерский боевик, который вытягивает лишь Чоу Юн-Фат и несколько неплохих достаточно динамичных сцен» — «DVD Times»[1].

Это интересный фильм, имеющий больше уровней, чем может показаться на первый взгляд. Романтическая составляющая фильма выполнена довольно хорошо — до тех пор, пока тебе не надоест гомосексуальный контекст. На мой взгляд, это делает действие ещё более интересным.
Оригинальный текст (англ.)This is an interesting film, and has more levels than might be apparent at first glance. The romantic elements are quite well done - as long as you are not bothered by the gay undertones. For my money, this makes the performances all the more interesting.— Рецензия на nbi.com
- «Концовка — невероятно захватывающая и кровавая» — Колламер Джонс[2].

Боевик с элементами мелодрамы и комедии в целом смотрится достаточно хорошо, но ему не хватает какой-то изюминки, чтобы выделиться из общей массы.
Оригинальный текст (англ.)Action with romantic and comedic elements, works well enough in toto, but lacks the special something needed to elevate it out of the pack.— Keith Hennessey Brown's Review
- «Картина достаточно неплохо развлекает во время экшн-сцен и становится намного менее интересной во время длинных романтических отступлений» — Филип Соуер[3].

Очень маловероятно, что этот фильм произведёт на зрителя какое-то особое впечатление, но вполне может доставить удовольствие.
Оригинальный текст (англ.)It is extremely unlikely that the viewer will be impressed by Flaming Brothers, but the film does have enough appeal for it to be enjoyable.— Review by Keith Allen
- «Фильм производит впечатление довольно обычного гонконгского остросюжетного боевика. Но фильм важен для того, чтобы представить миру артхаусного кинорежиссёра Вон Карвая, который исполняет здесь роль продюсера и сценариста» — Дэниэл Оти («The Spinning Image»)[4].